# Coppa del Mondo di skeleton 1995
La Coppa del Mondo di skeleton 1994/95, nona edizione della manifestazione organizzata dalla Federazione Internazionale di Bob e Skeleton, è iniziata il 15 gennaio 1995 ad Altenberg, in Germania, e si è conclusa il 4 febbraio 1995 a Lake Placid, negli Stati Uniti. Furono disputate quattro gare nello skeleton uomini in altrettante località diverse.
Al termine della stagione si tennero anche i campionati mondiali di Lillehammer 1995, in Norvegia, competizione non valida ai fini della Coppa del Mondo.
Vincitore della coppe di cristallo, trofeo conferito al vincitori del circuito, fu l'austriaco Christian Auer, alla sua quinta affermazione nel massimo circuito mondiale.

## Calendario
| Località             | Data            | Uomini   |          |
| -------------------- | --------------- | -------- | -------- |
| Altenberg            | 15 gennaio 1995 | ●        |          |
| Igls                 | 21 gennaio 1995 | ●        |          |
| Schönau am Königssee | 25 gennaio 1995 | ●        |          |
| Lake Placid          | 4 febbraio 1995 | ●        |          |
| Lillehammer          | 4-5 marzo 1995  | Mondiali | Mondiali |
| Totale               | Totale          | 4        |          |

## Risultati
| Data            | Località             | Primi classificati     | Secondi classificati     | Terzi classificati         |
| --------------- | -------------------- | ---------------------- | ------------------------ | -------------------------- |
| 15 gennaio 1995 | Altenberg            | Franz Plangger Austria | Christian Auer Austria   | Jürg Wenger Svizzera       |
| 21 gennaio 1995 | Igls                 | Christian Auer Austria | Alexander Müller Austria | Michael Grünberger Austria |
| 25 gennaio 1995 | Schönau am Königssee | Christian Auer Austria | Franz Plangger Austria   | Alexander Müller Austria   |
| 4 febbraio 1995 | Lake Placid          | Franz Plangger Austria | Jim Shea Stati Uniti     | Christian Auer Austria     |

## Classifica
| Pos. | Nome pilota        | Nazione     | ALT | IGL | KÖN | LAK | Punti |
| ---- | ------------------ | ----------- | --- | --- | --- | --- | ----- |
| 1    | Christian Auer     | Austria     | 2   | 1   | 1   | 3   | 172   |
| 2    | Franz Plangger     | Austria     | 1   | 5   | 2   | 1   | 170   |
| 3    | Alexander Müller   | Austria     | 6   | 2   | 3   | 4   | 158   |
| 4    | Ryan Davenport     | Canada      | 5   | 9   | 10  | 5   | 143   |
| 5    | Willi Schneider    | Germania    | 8   | 7   | 7   | 13  | 137   |
| 6    | Jürg Wenger        | Svizzera    | 3   | 4   | 4   | -   | 118   |
| 7    | Michael Grünberger | Austria     | 4   | 3   | 5   | -   | 117   |
| 8    | Felix Poletti      | Svizzera    | 27  | 11  | 9   | 17  | 108   |
| 9    | Tim Hathaway       | Regno Unito | 16  | 19  | 19  | 10  | 108   |
| 10   | Marco Filippin     | Italia      | 12  | 6   | 5   | -   | 106   |